# Tjaernoeia unisulcata
Tjaernoeia unisulcata is een slakkensoort uit de familie van de Tjaernoeiidae. De wetenschappelijke naam van de soort is voor het eerst geldig gepubliceerd in 1897 door Chaster.